# Thunderdome VI - From Hell To Earth
Albums
Thunderdome V - The Fifth Nightmare!
(1994) Thunderdome VII - Injected With Poison
(1994)
Thunderdome VI - From Hell To Earth est la sixième compilation de la série des albums Thunderdome, issue du concept du même nom, sortie en 1994.

## Présentation
From Hell To Earth est la sixième compilation de la série, la deuxième à sortir en 1994. Elle succède à Thunderdome V - The Fifth Nightmare! et précède Thunderdome VII - Injected With Poison, toutes deux commercialisées en 1994.
La compilation comporte trente-neuf pistes. Elle débute avec Live At London (Hardcore Mix) de Charly Lownoise & Mental Theo, Repete & MC Romeo, et se termine avec I Am The Magnificent par The Prophet. Elle intègre des productions de 3 Steps Ahead, Omar Santana, Bass-D & King Matthew, Scott Brown, et propose pour la première fois un mégamix, tradition qui va perdurer jusqu'à l'opus XX de la série.

## Pistes
| 1.  | Live At London (Hardcore Mix)                          | Charly Lownoise & Mental Theo |  |
| 2.  | Hardcore                                               | 3 Steps Ahead                 |  |
| 3.  | Get Down And…                                          | The Washington Affair         |  |
| 4.  | We Gonna Get This Place                                | Too Fast For Mellow           |  |
| 5.  | Stereoïd                                               | The Android                   |  |
| 6.  | Burn Mother Fucker!                                    | Fire Starter                  |  |
| 7.  | Party ???                                              | Buzz Fuzz                     |  |
| 8.  | Vulgar                                                 | Omar Santana                  |  |
| 9.  | 4 Blond Nuns (Chicago Remix)                           | Ilsa Gold 3                   |  |
| 10. | Some Sort Of Pill (Equazion Remix)                     | Acid Heads                    |  |
| 11. | The Witch                                              | Bass-D & King Matthew         |  |
| 12. | One More Time                                          | Creepozoids                   |  |
| 13. | Get Busy Time                                          | The Scotchman                 |  |
| 14. | Parade Of Love                                         | Dano                          |  |
| 15. | Fiesta Loca                                            | Los Pablos                    |  |
| 16. | Musical Box                                            | Simstim                       |  |
| 17. | The Sound He Makes                                     | The Prophet                   |  |
| 18. | Where's Rotterdam                                      | Audio Code                    |  |
| 19. | Wake Up To The Overdose (The Marc Smith Notorious Mix) | Dance Overdose                |  |
| 20. | Thunderdome 5 Megamix                                  | Various - Stars On 200        |  |

| 1.  | Believe The Innocense              | The Prophet           |  |
| 2.  | Get Me Sexy                        | The Ender             |  |
| 3.  | Kick This Muthaf#@ka               | DJ Weirdo & DJ Sim    |  |
| 4.  | This Is The Thunderdome            | 3 Steps Ahead         |  |
| 5.  | Burning Up                         | M-Vay & Dan-Vee       |  |
| 6.  | Shake Your Stuff                   | Critical Mass         |  |
| 7.  | Don't Deny The Beat                | Club X                |  |
| 8.  | Morphic Resonance                  | Holographic           |  |
| 9.  | Techno Renegade (Davie Forbes Mix) | Davie Forbes          |  |
| 10. | The Mad One                        | Marc Smith            |  |
| 11. | This Is Wicked                     | Bunker Beats          |  |
| 12. | Fuck You Up!                       | Play Dead             |  |
| 13. | Don't Move Slow                    | Mutoïd                |  |
| 14. | Get The Fuck Outta My Face         | Forze DJ Team         |  |
| 15. | Paradonna On Speed                 | Dano                  |  |
| 16. | The Summer                         | Viva Vivaldi          |  |
| 17. | S.O.B.                             | 3 Steps Ahead         |  |
| 18. | Should I Say Fuck It               | The Washington Affair |  |
| 19. | I Am The Magnificent               | The Prophet           |  |

## Accueil
| Classement                           | Meilleure position | Semaines passées dans le classement | Date d'entrée     | Date de sortie    |
| ------------------------------------ | ------------------ | ----------------------------------- | ----------------- | ----------------- |
| Pays-Bas (Mega Verzamelalbum Top 30) | 3                  | 15                                  | 13 août 1994      | 26 novembre 1994  |
| Suisse (Schweizer Hitparade)         | 9                  | 2                                   | 11 septembre 1994 | 25 septembre 1994 |

L'album reçoit un accueil plus mitigé que les précédentes compilations. From Hell To Earth entre toujours aussi bien au top 30 des compilations du hit-parade néerlandais, mais figure dans le top 25 des compilations du hit-parade suissede manière éphémère, et quitte le classement autrichien.